# کوه هوم
کوه هوم (به لاتین: Mount Hum) یک کوه در کرواسی است که در کرواسی واقع شده‌است. کوه هوم ۵۸۷ متر بالاتر از سطح دریا واقع شده‌است.